# Junioreuropamästerskapet i ishockey 1997
Junioreuropamästerskapet i ishockey 1997 var 1997 års upplaga av turneringen.

## Grupp A
Spelades under perioden 12-20 april 1997 i Znojmo och Trebic i Tjeckien. Sensationslaget Schweiz tog sin första medalj någonsin i turneringens historia.

### Första omgången
grupp 1
| Lag         | Schweiz | Tjeckien | Ryssland | Ukraina | gjorda mål/insläppta mål | poäng |
| ----------- | ------- | -------- | -------- | ------- | ------------------------ | ----- |
| 1. Schweiz  | —       | 4-3      | 6-2      | 2-4     | 12-09                    | 4     |
| 2. Tjeckien | 3-4     | —        | 4-4      | 8-1     | 15-09                    | 3     |
| 3. Ryssland | 2-6     | 4-4      | —        | 8-2     | 14-12                    | 3     |
| 4. Ukraina  | 4-2     | 1-8      | 2-8      | —       | 07-18                    | 2     |

grupp 2
| Lag          | Finland | Sverige | Slovakien | Tyskland | gjorda mål/insläppta mål | poäng |
| ------------ | ------- | ------- | --------- | -------- | ------------------------ | ----- |
| 1. Finland   | —       | 3-3     | 5-0       | 3-0      | 11-03                    | 5     |
| 2. Sverige   | 3-3     | —       | 6-2       | 6-3      | 15-08                    | 5     |
| 3. Slovakien | 0-5     | 2-6     | —         | 7-2      | 09-13                    | 2     |
| 4. Tyskland  | 0-3     | 3-6     | 2-7       | —        | 05-16                    | 0     |

### Andra omgången
Mästerskapsserien
| Lag          | Finland | Sverige | Schweiz | Ryssland | Tjeckien | Slovakien | GF    | poäng |
| ------------ | ------- | ------- | ------- | -------- | -------- | --------- | ----- | ----- |
| 1. Finland   | —       | (3-3)   | 8-1     | 4-2      | 3-2      | (5-0)     | 23-08 | 9     |
| 2. Sverige   | (3-3)   | —       | 4-2     | 4-4      | 4-1      | (6-2)     | 21-12 | 8     |
| 3. Schweiz   | 1-8     | 2-4     | —       | (6-2)    | (4-3)    | 3-0       | 16-17 | 6     |
| 4. Ryssland  | 2-4     | 4-4     | (2-6)   | —        | (4-4)    | 8-3       | 20-21 | 4     |
| 5. Tjeckien  | 2-3     | 1-4     | (3-4)   | (4-4)    | —        | 4-2       | 14-17 | 3     |
| 6. Slovakien | (0-5)   | (2-6)   | 0-3     | 3-8      | 2-4      | —         | 07-26 | 0     |

Match om sjunde plats
| Ukraina | 2-1 (1-0, 0-1, 1-0) | 2-5 (0-3, 2-0, 0-2) | 2-1 övertid (1-0, 0-1, 0-0, 1-0) | Tyskland |  |

Tyskland nedflyttade till 1998 års B-grupp.

## Priser och utmärkelser
- Poängkung  Marko Kauppinen, Finland (9 poäng)
- Bästa målvakt: Mika Noronen, Finland
- Bästa försvarare: Jonas Elofsson, Sverige
- Bästa anfallare: Michel Riesen, Schweiz

Marko Kauppinen vann poängligan fastän han var försvarsspelare.

## Grupp B
Spelades under perioden 21-30 mars 1997 i Maribor & Celje i Slovenien.

### Första omgången
grupp 1
| Lag            | Norge | Polen | Vitryssland | Slovenien | gjorda mål/insläppta mål | poäng |
| -------------- | ----- | ----- | ----------- | --------- | ------------------------ | ----- |
| 1. Norge       | —     | 4-2   | 5-2         | 3-4       | 12-08                    | 4     |
| 2. Polen       | 2-4   | —     | 7-3         | 4-2       | 13-09                    | 4     |
| 3. Vitryssland | 2-5   | 3-7   | —           | 5-4       | 10-16                    | 2     |
| 4. Slovenien   | 4-3   | 2-4   | 4-5         | —         | 10-12                    | 2     |

grupp 2
| Lag          | Danmark | Ungern | Frankrike | Italien | gjorda mål/insläppta mål | poäng |
| ------------ | ------- | ------ | --------- | ------- | ------------------------ | ----- |
| 1. Danmark   | —       | 4-3    | 6-4       | 6-0     | 16-07                    | 6     |
| 2. Ungern    | 3-4     | —      | 5-3       | 6-5     | 14-12                    | 4     |
| 3. Frankrike | 4-6     | 3-5    | —         | 6-5     | 13-16                    | 2     |
| 4. Italien   | 0-6     | 5-6    | 5-6       | —       | 10-18                    | 0     |

### Andra omgången
Uppflyttningsserien
| Lag            | Norge | Polen | Ungern | Vitryssland | Danmark | Frankrike | Lag   | poäng |
| -------------- | ----- | ----- | ------ | ----------- | ------- | --------- | ----- | ----- |
| 1. Norge       | —     | (4-2) | 2-2    | (5-2)       | 4-3     | 2-2       | 17-11 | 8     |
| 2. Polen       | (2-4) | —     | 5-5    | (7-3)       | 6-4     | 3-1       | 23-17 | 7     |
| 3. Ungern      | 2-2   | 5-5   | —      | 1-1         | (3-4)   | (5-3)     | 16-15 | 5     |
| 4. Vitryssland | (2-5) | (3-7) | 1-1    | —           | 4-2     | 8-6       | 18-21 | 5     |
| 5. Danmark     | 3-4   | 4-6   | (4-3)  | 2-4         | —       | (6-4)     | 19-21 | 4     |
| 6. Frankrike   | 2-2   | 1-3   | (3-5)  | 6-8         | (4-6)   | —         | 16-24 | 1     |

Match om sjunde plats
| Italien | 7-3 (3-1, 3-0, 1-2) | 7-2 (3-0, 4-1, 0-1) | Slovenien |  |

Norge uppflyttade till 1998 års A-grupp. Slovenien nedflyttade till 1998 års C-grupp.

## Grupp C
Spelades under perioden 12-16 mars 1997 i Miercurea-Ciuc & Gheorgheni i Rumänien.

### Första omgången
grupp 1
| Lag               | Storbritannien | Estland | Rumänien | Nederländerna | gjorda mål/insläppta mål | poäng |
| ----------------- | -------------- | ------- | -------- | ------------- | ------------------------ | ----- |
| 1. Storbritannien | —              | 8-0     | 5-2      | 3-1           | 16-03                    | 6     |
| 2. Estland        | 0-8            | —       | 3-2      | 8-4           | 11-14                    | 4     |
| 3. Rumänien       | 2-5            | 2-3     | —        | 5-0           | 09-08                    | 2     |
| 4. Nederländerna  | 1-3            | 4-8     | 0-5      | —             | 05-16                    | 0     |

grupp 2
| Lag          | Lettland | Österrike | Litauen | Kroatien | gjorda mål/insläppta mål | poäng |
| ------------ | -------- | --------- | ------- | -------- | ------------------------ | ----- |
| 1. Lettland  | —        | 3-3       | 10-2    | 5-1      | 18-06                    | 5     |
| 2. Österrike | 3-3      | —         | 6-1     | 1-0      | 10-04                    | 5     |
| 3. Litauen   | 2-10     | 1-6       | —       | 5-2      | 08-18                    | 2     |
| 4. Kroatien  | 1-5      | 0-1       | 2-5     | —        | 03-11                    | 0     |

### Placeringsmatcher
| 7th place | Kroatien       | 2-1 (1-0, 1-0, 0-1)              | Nederländerna |  |
| 5th place | Rumänien       | 4-2 (1-0, 1-2, 2-0)              | Litauen       |  |
| 3rd place | Estland        | 4-3 övertid (2-1, 0-0, 1-2, 1-0) | Österrike     |  |
| Final     | Storbritannien | 4-3 (0-2, 3-0, 1-1)              | Lettland      |  |

Storbritannien uppflyttade till 1998 års B-grupp. Nederländerna nedflyttade till 1998 års D-grupp.

## Grupp D
Spelades under perioden 4-9 mars 1997 i Belgrad i Jugoslavien. Jugoslaviens anfallare Csaba Prokec noterades för 29 poäng på fem matcher.
| Lag            | Jugoslavien | Spanien | Bulgarien | Israel | Island | Turkiet | gjorda mål/insläppta mål | poäng |
| -------------- | ----------- | ------- | --------- | ------ | ------ | ------- | ------------------------ | ----- |
| 1. Jugoslavien | —           | 11-0    | 16-2      | 14-2   | 21-0   | 52-1    | 114-05                   | 10    |
| 2. Spanien     | 0-11        | —       | 5-3       | 3-3    | 11-6   | 20-3    | 039-26                   | 07    |
| 3. Bulgarien   | 2-16        | 3-5     | —         | 5-3    | 5-2    | 7-0     | 022-26                   | 06    |
| 4. Israel      | 2-14        | 3-3     | 3-5       | —      | 9-5    | 13-0    | 030-27                   | 05    |
| 5. Island      | 0-21        | 6-11    | 2-5       | 5-9    | —      | 4-2     | 017-48                   | 02    |
| 6. Turkiet     | 1-52        | 3-20    | 0-7       | 0-13   | 2-4    | —       | 06-96                    | 0     |

Jugoslavien uppflyttade till 1998 års C-grupp.

### Fotnoter
1. ↑  ”Championnat d'Europe 1997 des moins de 18 ans” (på franska). Hockeyarchives. 12 mars 1997. http://www.passionhockey.com/hockeyarchives/U-18_1997.htm. Läst 30 november 2014.